# Terrence Prendergast
Terrence Thomas Prendergast SJ (ur. 19 lutego 1944 w Montrealu), kanadyjski duchowny katolicki, arcybiskup metropolita Ottawy-Cornwall w latach 2007–2020, od 2020 arcybiskup senior tejże archidiecezji. Od 2020 do 2022 również administrator apostolski sede vacante diecezji Hearst–Moosonee.

## Życiorys
Święcenia kapłańskie przyjął 10 czerwca 1972.

## Episkopat
22 lutego 1995 został mianowany biskupem pomocniczym archidiecezji Toronto oraz biskupem tytularnym Slebte. Sakry biskupiej udzielił mu 25 kwietnia 1995 – kard. Aloysius Ambrozic.
30 czerwca 1998 został ordynariuszem archidiecezji Halifax.
14 maja 2007 został mianowany przez Benedykta XVI ordynariuszem stołecznej archidiecezji Ottawa.
30 listopada 2020 papież Franciszek mianował go administratorem apostolskim sede vacante diecezji Hearst–Moosonee. 
4 grudnia 2020 tenże sam papież przyjął jego rezygnację z funkcji arcybiskupa metropolity Ottawy, złożoną ze względu na wiek.